# Koncert Live Earth w East Rutherford
Jeden z dwóch północnoamerykańskich koncertów serii Live Earth odbył się 7 lipca 2007 roku na stadionie Giants Stadium w East Rutherford (nieopodal Nowego Jorku) w Stanach Zjednoczonych.

## Występy
Występy przedstawione w oryginalnej kolejności.
- Kenna – "Out Of Control", "Face The Gun", "Sun Red Sky Blue"
- Kevin Bacon (prezenter)
- KT Tunstall – "Black Horse and the Cherry Tree", "Other Side of the World" i "Suddenly I See"
- Dhani Jones (prezenter)
- Taking Back Sunday – "What’s It Feel Like to Be a Ghost?", "Liar (It Takes One to Know One)", "My Blue Heaven" i "MakeDamnSure"
- Leonardo DiCaprio (prezenter)
- Al Gore (prezenter)
- Keith Urban – "Gimme Shelter" (z Alicią Keys), "Days Go By", "Stupid Boy", "I Told You So"
- Petra Němcová (prezenterka)
- Ludacris – "Number One Spot", "Stand Up", "Yeah!", "Pimpin’ All Over the World", "Runaway Love", "Glamorous", "What’s Your Fantasy", "Move Bitch" i "Money Maker"
- Petra Němcová (prezenterka)
- AFI – "The Missing Frame", "Love Like Winter", "Ziggy Stardust" i "Miss Murder"
- Fall Out Boy – "Sugar, We’re Goin’ Down", "Thnks fr th Mmrs", "Dance, Dance" i "This Ain’t a Scene, It’s an Arms Race" ("I Write Sins Not Tragedies" jako intro)
- Akon – "Shake Down", "We Takin Over", "I Wanna Love You", "Smack That", "Don’t Matter" i "Mama Africa"
- Zach Braff (prezenter)
- John Mayer – "Belief", "Vultures", "Gravity" i "Waiting on the World to Change"
- Kevin Bacon (prezenter)
- Melissa Etheridge – "Imagine That", "What Happens Tomorrow" i "I Need to Wake Up" (z fragmentem "I Believe in Al Gore")
- Al Gore (przemówienie)
- Randy Jackson (prezenter)
- Alicia Keys – "New York, New York"/"For the Love of Money"/"Living for the City", "Mercy Mercy Me", "That’s The Thing About Love" i "If I Ain’t Got You"
- Rachel Weisz (prezenterka)
- Jane Goodall (przemówienie)
- Dave Matthews Band – "One Sweet World", "Don’t Drink the Water", "Anyone Seen the Bridge?" i "Too Much"
- Abigail i Spencer Breslin (prezenterzy)
- Kelly Clarkson – "Walk Away", "How I Feel", "Never Again", "Sober" i "Since U Been Gone"
- Rosario Dawson (prezenterka)
- Kanye West – "Heard ’Em Say", "All Falls Down", "Gold Digger", "Stronger", "Diamonds from Sierra Leone", "Can’t Tell Me Nothing", "Jesus Walks" i "Touch the Sky"
- Robert F. Kennedy Jr. (przemówienie)
- Cameron Diaz i Al Gore (prezenterzy)
- Bon Jovi – "Lost Highway", "It’s My Life", "Wanted Dead or Alive", "Who Says You Can’t Go Home" i "Livin’ on a Prayer"
- Alec Baldwin i Jim Hansen (prezenterzy)
- The Smashing Pumpkins – "United States", "Bullet with Butterfly Wings", "Tarantula" i "Today"
- Roger Waters – "In the Flesh?", "Money", "Us and Them", "Brain Damage/Eclipse" i "The Happiest Days of Our Lives/Another Brick in the Wall, Part II" (z udziałem chóru)
- Cameron Diaz (prezenterka)
- The Police – "Driven to Tears", "Roxanne", "Can’t Stand Losing You/Reggatta de Blanc" i "Message in a Bottle" (z Johnem Mayerem i Kanye Westem)
- Al Gore i Tipper Gore

## Odbiór

### Telewizja
W Stanach Zjednoczonych do transmisji koncertu prawa posiadała wyłącznie sieć NBC.
W Kanadzie koncert był emitowany na żywo i bez przerwy przez telewizję MuchMusic. Fragmenty występu były z kolei regularnie ukazywane na antenie stacji CTV.
W Polsce transmisja na żywo trwała niemal bez przerwy w TVP Kultura.

### Radio
Koncert był transmitowany także przez największe amerykańskie radia, w tym: XM Satellite Radio i Sirius Satellite Radio.

### Internet
Portal MSN był w całości odpowiedzialny za przekaz online koncertu.